# ガジェット (爆弾)

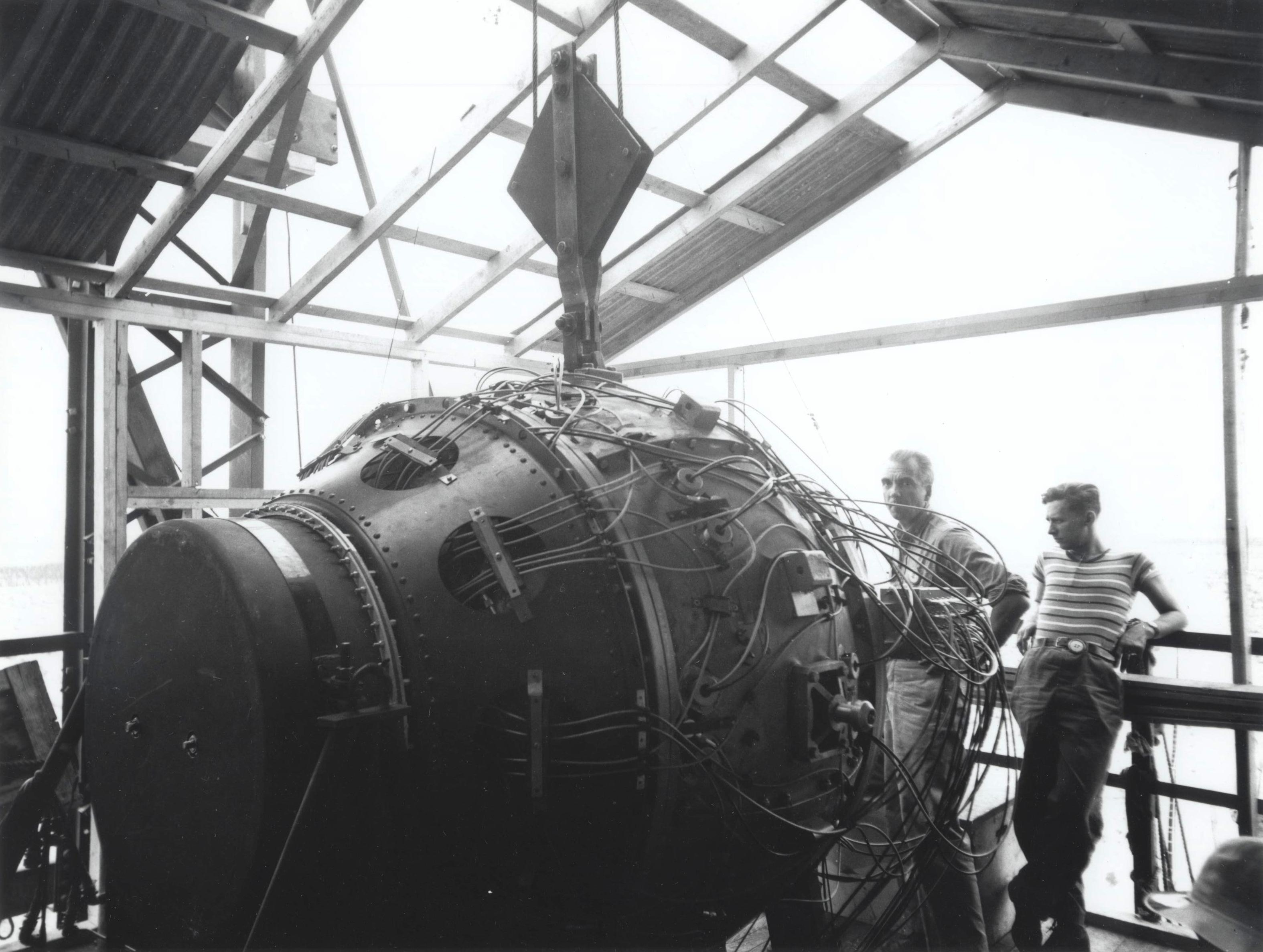
ガジェット

ガジェット（The gadget）は、人類最初の（プルトニウム）原子爆弾。第二次世界大戦中におけるマンハッタン計画で製造された。
1945年7月16日、ニューメキシコ州・アラモゴード砂漠のホワイトサンズ射爆場に於ける核実験「トリニティ」で爆発した。
ガジェット（道具または「ちょっとした装置」という意味）の名は、「爆弾」のようなあからさまな名前にすると、計画の目的を知らない人々から情報が漏れてしまったり、スパイ活動によりその内容が明らかになることを警戒し、秘匿のために付けられたものである。
この原子爆弾は、爆縮レンズを用いたインプロージョン方式のテストを目的として製造され、長崎に投下された原子爆弾「ファットマン」と同様の構造をしている。ただし、ファットマンのように空中からの投下ではなく、鉄塔の上に備え付けられた状態で爆発した。ファットマンおよび広島に投下された「リトルボーイ」は、このガジェットと並行して製造されており、実験から一ヶ月も経たないうちに日本に投下されている。